# 憲節皇后
憲節皇后邢氏（1106年—1139年），名秉懿，宋高宗趙構元配妻子。開封府祥符縣人，父邢煥。

## 生平
高宗為康王時，聘娶邢氏，封為「嘉國夫人」。後來康王出使金國，將妻小都留在藩邸。靖康之難起，邢秉懿與康王另外兩位側室田春羅、姜醉媚以及康王的五個女兒被金人擄走，當時邢秉懿已有身孕。起初一行人北行不久，便傳出幾位皇室女子相繼墜馬流產，其中包括鄆王妃朱鳳英、康王妃邢秉懿、洵德帝姬趙富金、柔福帝姬趙多富。幾天後，蓋天大王完顏宗賢強暴邢秉懿，使她幾乎想要自盡。高宗即位後，金人將其相關女眷包括生母韋賢妃、妻妾邢秉懿與姜醉媚，以及其兩個女兒趙佛佑、趙神佑等，皆送入洗衣院（金人官營妓院），作為對高宗的羞辱。直到紹興五年（1135年），才將韋賢妃、邢秉懿等人送至五國城安置，並封邢秉懿為「宋國建炎夫人」。
起初，一同被北遷的曹勛受宋徽宗之託逃回南方。臨行之前，邢秉懿脫下一隻金耳環，命侍者交付曹勛，請他轉交給高宗，說：「請代我告訴大王，我希望能像這只耳環一樣，能早日與他相見。」高宗得到耳環後，相當珍惜，遙冊邢秉懿為皇后，並授予她的親屬二十五人為官。
紹興九年（金天眷二年，1139年），邢秉懿於五國城逝世，年三十四。金熙宗下詔以一品禮祔葬，但此事南宋方面並不知情。直到紹興十二年（1142年）要迎回韋賢妃時，才得知邢秉懿已死，此時中宮已經虛位長達十六年。高宗為她輟朝，諡為「懿節」。邢秉懿的梓宮送回後，安置在聖獻太后梓宮西北。由於高宗時常思念這位髮妻，內心鬱鬱寡歡。吳皇后知道高宗的心事，於是請求讓自己的姪兒吳珣、吳琚分別迎娶邢家的兩個女兒為妻，以安慰高宗。
淳熙末年，改諡邢氏為「憲節」，祔高宗廟。

## 家族
- 曾祖：邢允迪，終官右監門衛將軍、特贈太傅、追封恭王
- 曾祖母：李氏，特贈蜀國夫人、越國夫人
- 曾祖母：郭氏，特贈秦國夫人、楚國夫人
- 祖：邢宗賢，終官中奉大夫、特贈太師、追封永王
- 祖母：侯氏，特贈韓國夫人、揚國夫人
- 叔：邢孟臣
- 叔：邢藎臣，武經大夫、閣門宣贊舍人
- 姑：邢氏，慶國夫人
- 父：邢煥，終官慶遠軍節度使、特贈開府儀同三司、少師、特追封嘉國公、楚國公、安王
- 母：熊氏，特贈魏國夫人、梁國夫人
- 弟：邢孝蘊，閣門祗候
- 弟：邢孝騫，閣門祗候
- 弟：邢孝揚，保信軍承宣使、帶御器械
- 弟：邢孝肅，官至右宣教郎、直秘閣、添差簽書平海軍節度判官廳公事
- 弟：邢孝寬，官至右宣教郎、直秘閣、添差簽書保寧軍節度判官廳公事
- 姊：邢氏，永康郡夫人
- 妹：邢氏，令人，適潘溫卿（潘正夫子）
- 堂弟：邢孝紀，登仕郎、特差監潭州南嶽廟
- 堂弟：邢孝廣，右承務郎、特差監潭州南嶽廟
- 侄：邢鐔，右宣義郎
- 侄：邢鍇，右宣義郎
- 侄：邢鉊，右宣義郎
- 侄：邢銖，右宣義郎
- 侄：邢鉞，右宣義郎
- 姪女：邢氏，安人
- 姪女：邢氏，安人
- 姪女：邢氏，安人
- 姪女：邢氏，安人

## 宋史記載
- 《宋史·卷二百四十三·列传第二》：

高宗宪节邢皇后，开封祥符人。父焕，朝请郎。高宗居康邸，以归聘之，封嘉国夫人。王出使，无人留居蕃衍宅。金人犯京师，夫人从三宫北迁。上皇遣曹勋归，夫人脱所御金环，使内侍持付勋曰：“幸为吾白大王，愿如此环，得早相见也。”王怜之。及即位，遥册为皇后，宫后亲属二十五人。
绍兴九年，后崩于五国城，年三十四。金人秘之，高宗虚中宫以待者十六年。显仁太后回銮，始得崩闻。上为辍朝，行释服之祭，谥懿节，祔主于别庙。
绍兴十二年八月，后梓宫至，攒于圣献太后梓宫之西北。帝思后，殊惨不乐，皇后吴氏知帝意，乃请为其侄珣、琚婚邢氏二女，以慰帝心。淳熙末，改谥宪节，祔高宗庙。

## 相關影視作品
- 電視劇中憲節皇后扮演者
  - 《精忠岳飞》 黄小戈（中国电影集团公司，2013年）

## 延伸阅读
[在维基数据编辑]
 《宋史·卷243》，出自脱脱《宋史》